# Уйгурская теория происхождения хазар
Уйгурская теория происхождения хазар — версия этногенеза хазар, предполагающая, что
хазары и родственные им барсилы являются уйгурскими племенами, входившими в огуро-огузскую ветвь тюркских народов.
В тюркских рунических памятниках VIII века уйгурские племеные объединения называются токуз-огуз («девять племён»), хутур-огуз («тридцать племён») или хутур-огур. Огур есть фонетически более архаичная форма названия огуз.

## Известные факты о хазарах
Собственно хазарская традиция, представленная в виде генеалогической легенды в письме царя Иосифа (X век), называет Хазара седьмым из десяти сыновей Тогармы — потомка библейского Ноя, наряду со старшими братьями Аваром, Огузом, Барсилом и младшими — Булгаром и Савиром. Сообщается, что предки хазар были малочисленны и «они вели войны за войной с многочисленными народами, которые были могущественнее и сильнее их».
Если не принимать во внимание анахроническое упоминание хазар у Мовсеса Каланкатваци, первая достоверная фиксация этого этнонима относится к середине VI в. и содержится у Псевдо-Захария Ритора в списке тринадцати народов, «живущих в шатрах». Список охватывает перечень народов, обитавших в степях, на Северном Кавказе и в Средней Азии, что не позволяет определить места обитания хазар, упомянутых там на седьмом месте. А. П. Новосельцев относит первые проявления военной активности хазар к 90-м гг. VI в., но по мнению М. И. Артамонова, самостоятельно хазары проявили себя лишь в середине VII в.
В двух взаимосвязанных сообщениях в «Хронографии» Феофана и «Бревиарии» Никифора, представляющих византийскую историографию, описывается начало самостоятельной хазарской государственности. Она связывается с разгромом объединения булгар в 60-е гг. VII века.
Ещё более скудные сведения о хазарах содержит иная группа источников — китайская историография, а также один из текстов серендийского круга. В перечнях уйгурских племен VII—VIII вв. сочинения, относящийся к танскому своду источников, упоминают племенное название коса, надежно реконструируемое синологами как касар/казар. В среднеперсидском тексте из Турфана упомянут один из вождей племени — Хазар-тегин.

## Версия
Уйгуры были одним из древнейших племенных союзов Центральной Азии, генетически связаны с позднегуннскими государствами. В III-V вв. Уйгуры входили в ещё более крупное племенное объединение, которое в китайских хрониках носило название гаочэ, или гаоцзюй («высокие телеги»). Они успешно противостояли попыткам императоров Северного Китая из династии Тоба Вэй и каганов жуань-жуаней (авар) подчинить их племена. В конце V в., воспользовавшись ослаблением жуань-жуаней, их вожди присвоили себе каганскую титулатуру. В начале VI в. потомки основателей уйгурской династии вели войны с эфталитами и жуань-жуанями в Восточном Туркестане. С VI в. их племенной союз стал именоваться в китайской хронике теле (тюрк.-монг. тегрег «телега, повозка»). Скорее всего, название «тележники», очевидно очень древнее, не было их самоназванием и пришло в китайский литературный обиход из языка соседних с теле племен. В ходе непрерывных войн значительная группа племен теле мигрировала на запад, в степи Юго-Восточной Европы, но большая часть осталась в Центральной Азии. Ещё до возникновения Тюркского каганата, в 546 г., центральноазиатские теле были подчинены великом ябгу Бумыном, ставшим в 551 г. первым тюркским каганом. Эта часть теле, ещё в IV в. возглавленная племенем сеньто (сиры тюркских надписей) и их династийным родом Ильтер, образовала тогда союз «десяти племен». Однако в 600 г., в результате междоусобных войн с племенем сикер, сиры вышли из союза «десяти племен» где первенство перешло к уйгурам с их династийным родом Яглакар. Новое объединение получило в китайских источниках устойчивое наименование «десять племен».
Обратившись к тюркским руническим памятникам VIII в., мы выясняем самоназвание теле и их центральноазиатских племенной группировки: в текстах они названы тогуз огузами — «девятью огузами». Теперь возвращаясь к западным источникам, повествующим о событиях V в., мы обнаруживаем там фонетически более архаичную форму того же имени — огур. Те племена теле, которые согласно смутной китайской информации, ушли в V в., к Западному морю, появились в Прикаспии и Причерноморье под своим собственным общим названием огур, но разделенные на многие племенные союзы — оногуров (он огур — «десять огуров»), кутригуров (хутур огур — «тридцать (племен) огуров»), сары гуров (сары огур — «белые (жёлтые) огуры») и т. д. Произошел, казалось бы окончательный раскол «тележников» на западную группу огурских племен и восточную группу, среди которых память об огурах сохранилась в этнониме уйгур. Естественно, и на западе, в Припонтийских степях, и на востоке, в Монголии и Джунгарии, среди огуров и огузов сохранились одни и те же племенные группы с одними и теме же самоназваниями. Одной из таких групп и были хазары.

## Терхинская и Тэсинская стелы
В 1969 и в 1976 гг. были обнаружены в Северной Монголии и в Хангайской горной стране две стелы с древнеруническими надписями. Обе эти стелы сильно пострадали от времени, тем не менее часть текстов хорошо сохранилась. По названию рек Терхин и Тэс, в долинах которых были обнаружены стелы, памятники были названы Терхинским и Тэсинским. Эти стелы были воздвигнуты по приказу первых уйгурских каганов — Элетмишь Бильге-кагана и его сына Бегю-кагана — в 744 г. Исторические разделы обеих надписей, по сохранившимся фрагментам, близки по содержанию. В этих переведенных исторических текстах были найдены парадоксальные факты. Уйгурские каганы VIII века, владения которых простирались в Монголии и Туве, называют себя наследниками и преемниками древних вождей, которые за сотни лет до них возглавляли огуро-огузские племена евразийских степей. В надписях на этих стелах, также упоминаются такие вожди-огузы как Беди Берсил и Кадыр Касар и говорится об их гибели. Эти надписи затрагивают время и пространство Первого Тюркского каганата после смерти Бумына, времён второй половины VI в.; время междоусобных войн, в которых погибли прославленные огузы Беди Берсил и Кадыр Касар; время двадцатилетней войны в Эле, и приведшей к распаду Тюрко-огузского дуумвирата в Центральной Азии.
Ключевое слово в цитирование отрывка Терхинской (Тариатской) надписи — термин бузук. Сохранённое позднейшей огузской традицией, легендами об Огуз-хане, предке-эпониме огурских племен, и зафиксированное мусульманской историографией устойчивое деление огузов на два крыла, два объединения племен — бузуков и учуков, как теперь ясно, восходит к глубокой древности. Бузуки, правое крыло, соотносимое с восточной ориентацией, в квазиимперских и имперских структурах огузов имели преимущества старшинства. Только из их среды выдвигался каган, номинальный глава всех огузов, а иерархическое положение аристократии бузуков, их племенных вождей, было более высоким, чем статус учуков. Ко времени, о котором говорится в надписях времён Бумын-кагана и его первых наследников, в двусоставной тюрко-огузской структуре Тюркского эля место бузуков занимали десять тюркских племен, одно из которых, Ашина, было каганским племенем.